# Pseudephebe
Pseudephebe M. Choisy (cienik) – rodzaj grzybów z rodziny tarczownicowatych (Parmeliaceae). Nazwa polska według Krytycznej listy porostów i grzybów naporostowych Polski. Ze względu na symbiozę z glonami zaliczany jest do grupy porostów.

## Systematyka i nazewnictwo
Pozycja w klasyfikacji według Index Fungorum: Parmeliaceae, Lecanorales, Lecanoromycetidae, Lecanoromycetes, Pezizomycotina, Ascomycota, Fungi.
Nazwa polska według W. Fałtynowicza.
Gatunki:
- Pseudephebe minuscula (Arnold) Brodo & D. Hawksw., 1977 – cienik wełnisty, tarczownica wełnista
- Pseudephebe pubescens (L.) M. Choisy, 1930 – cienik kędzierzawy, tarczownica kędzierzawa
- Pseudephebe striata (Duby) Poelt & Vězda 1981[3]

Wykaz gatunków (nazwy naukowe) na podstawie Index Fungorum. Nazwy polskie według W. Fałtynowicza.
W Polsce wszystkie gatunki były ściśle chronione, od 9 października 2014 r. zostały wykreślone z listy gatunków porostów chronionych.